# تشيونوفوجي ميتسوغو
تشيونوفوجي ميتسوغو(باليابانية: 千代の富士貢) (مواليد 1 يونيو 1955 - 31 يوليو 2016)، هو مصارع وبطل عالم سابق لرياضة السومو ويوكوزونا في اليابان. وكان المدير الفني للمنتخب من Kokonoe مستقرة.
تشيونوفوجي كان واحدا من أعظم يوكوزونا في الآونة الأخيرة، والفوز في 31 بطولة الدوري، والثانية فقط لTaihō. كان ملحوظا بصفة خاصة لطول بقائه في السومو في رتبة أعلى، والذي عقده لمدة عشر سنوات من 1981 و1991. انه حصل على أكثر البطولات في الثلاثينات من العمر أكثر من أي مصارع الأخرى وتقاعد في منتصف الثلاثينات من العمر، على العكس من يوكوزونا أحدث الذين يميلون إلى التقاعد حوالي 30. تشيونوفوجي سجل 1,045 فوز خلال مسيرته الاحترافية، والتي ما زال لم يهزم منذ عام 2009. وسجل 807 يفوز في أعلى Makuuchi تقسيم احتجز لمدة حوالي 19 سنة، حتى أنها حسنت انطونيو كايو في يناير كانون الثاني عام 2010.
في الرياضة حيث الوزن وغالبا ما تعتبر حيوية، Chiyonofuji تماما في ضوء حوالى 120 كجم. وقال انه يعتمد على تقنية متفوقة والعضلات لهزيمة خصومه. كان يوكوزونا أخف منذ Tochinoumi في 1960s.